# Велики минстерлендски птичар
Велики менстерлендерски птичар је вишенамјенски ловачки пас, који се исто користи и за изложбе и за лов, било да је у питању копно или вода.

## Основно
- Животни вијек од 12 до 13 година
- Мужјак
  - Висина 60-65 cm
  - Тежина 23-32
- Женка
  - Висина 58-65 cm
  - Тежина 23-32

## Спољашњост
Велики минстерлендери, посједују веома широку и благо заобљену главу која, уз веома елегантан ход, даје осјећај стабилности и достојанства. Крзно на глави мора бити црне боје или евентуално са малим бијелим праменовима. Боја крзна на остатку тијела је бијела са црним флекама и/или тачкама. Апсолутно црно крзно није пожељно. Смеђе крзно се појављује, али ријетко. Уши су оборене и заобљене. Морају имати маказаст преклоп зуба (маказаст угриз). Очи су тамне, са тешким капцима. Длака на крзну је дуга и није коврџава. Паперјасту длаку (заставице) има на ушима, предњим и задњим ногама и на репу, док на осталим дијеловима тијела не би требало да буде паперјасте длаке. Горњи дио ногу нема паперја (заставице) тако да се види прави угао. Мужјаци, углавном имају већу главу, дужу длаку на прсима и веће заставице (паперјасту длаку). У стојећем ставу, доњи дио задњих ногу је под правим углом са тлом. Пси носе реп хоризонтално и могуће је купирати једино сами врх репа, иако није обавезно (само у сврху хоризонталности).

## Темперамент
Велики минстерлендер је храбар, весео, интелигентан и послушан пас. Одличан је као пас за дружење и лако га је истренирати за велики број активности. Веома су одани и пријатељски расположени према власнику. Добри су пријатељи и људима и другим псима. Привржени су власнику и никада неће отићи далеко од њега, а свако удаљавање прати и повремено провјеравање гдје је власник. Вожња у колима није проблем за њих, међутим, проблем сигурно јесте ако их се оставе сами у колима. У ствари, они не воле бити остављени никада! У случају да буду остављени, обавезно ће лајати и бити на неки начин деструктивни. Сваки, па и најкраћи одлазак од минстерлендера, резултоваће невиђеном радошћу пса приликом поновног сусрета. Ако се нема довољно времена за пса, онда се дефинитивно не треба узмати ова раса. Ово није раса која може служити за чување куће или неких других објеката. Воле да добављају и уобичајено је да имају нешто у устима. Изузетно је добар у односу са другим псима и дјецом, међутим, због своје величине и узбуђености приликом игре, не би требало да се играју са малом дјецом, јер постоји могућност да их у игри повриједе или оборе.
Најсретнији и најбољи су када служе као радни пси. Узгајани за тренинг и способност да дуготрајно гоне, ова ће се раса прилагодити било којем терену и било којем начину лова. Тешко се умара и дуго може да издржи по лошем времену. Посебно се цијени прецизност којом поинтује и добавља. Велики су непријатељи ситне дивљачи, најчешће пернате и зечева. Када уоче птицу или зеца, у моменту се укоче, на уобичајени поинтерски начин.
Минстерлендери лако науче „дођи-сједи“ команду у првих 6 мјесеци живота. Воле воду и радо ће добављати било шта из воде. Нису тешки и компликовани пси, и ако су добро истренирани, са њима може се користити и почетник. Пошто споро сазријевају, не би требало да се претјерано тренирају док су млади.

## Здравље
Иако је изразито отпорна и здрава раса, неке генетске линије имају проблема са дисплазијом кукова.

## Историја
У 18. вијеку, пси птичари у Њемачкој су имали различите облике, величине и боје. Касније, у 19. вијеку, повећањем интереса за поједине расе, различити типови су се међусобно раздвајали. Када је клуб њемачких дугодлаких поинтера поставио стандарде за ову расу, било је дозвољено да ова врста птичара има само жуту боју или бијелу боју крзна, велики проценат штенади је одбациван из узгојне линије само због чињенице да имају црно-бијело крзно, иако су били одлични ловци. Кучићи су најчешће давани фармерима и ловцима, из области Минстер (Münster), којима боја није била битна. Ови, одбачени кучићи су се највјероватније укрштали са шпанијелима и сетерима. Због разлика у укрштању, појавила се и разлика у висини, па су настале двије одвојене расе, прво мали минстерлендер, а затим 1919. године, и велики минстерлендер.

## Карактеристике расе

### Општи изглед
Снажна, мишићава грађа тела, при томе одсечна укупна слика, израз интелигенције и племенитости. Суве спољне линије.

### Пропорције
Дужина тела и висина гребена треба да су по могућности исте. Дужина тела може да превазилази висину гребена за 2 cm.

### Карактер
Најзначајније особине су водљивост, лака схватљивост и поуздана употребљивост за лов, нарочито после пуцња. Живахне нарави без нервозе.

### Глава
Племенита и правоугаона са незнатним стопом и мудрим изразом, изражена мускулатура доње вилице.

#### Нос
Раван носник са израженом црном носном печурком.

#### Њушка
Снажна, дуга и за употребу добро обликована.

#### Усне
Не преклапају се.

#### Зубало
Снажно и потпуно (42 зуба са израженим очњацима) и беспрекорним маказастим угризом.

#### Очи
Што тамније то боље.

#### Уши
Широке, усађене прилично високо, на доњем делу заобљене, добро прилежуће.

### Врат
Снажан, добро мишићав, племенито засвођен.

### Тело

#### Гребен
Средње висок, дуг, добро мишићав.

#### Груди
Широке посматрано од напред. Посматрано са стране дубоке са јасним предгрудима.

#### Леђа
Кратка, чврста, равна са благо падајућим сапима.

#### Слабине
Изражене, заштићене благом мускулатуром.

#### Сапи
Дуге, широке, благо падајуће, добро мишићаве.

#### Стомак
Благо прикупљен, раван, танак. Препоне кратке и високо постављене.

#### Предње ноге
Плећка прилеже чврсто на грудни кош, коректни углови, равне, јаке и добро мишићаве, еластично дошапље. Добро затворене, средње дуге, округласте шапе, заперци.

#### Задње ноге
Снажна и напета мишићавост, вертикално постављене, коректна углованост коленог и скочног зглоба. Шапе су као на предњим ногама. Заперци се одстрањују.

### Кретање
Корак и кас еластични, освајају простор са далеким искораком. Галоп еластичан, пуног замаха са потребним потиском, далек скок.

### Кожа
Напета.

### Длака
Дуга и густа, ипак једноставна, ни увијена ни одстојећа што омета употребу у лову. Типична дуга длака. Код мужјака, али и код женки, длака мора бити посебно дуга. Најдужа длака на репу треба да је приближно на његовој средини. Длака на ушима треба да је дуга (добре ресе) и треба да јасно прелази доњу ивицу ува (без кожних ушију). На глави длака је кратка и прилежућа.

### Боја
Бела са црним плочама и тачкама или црно мелирано. Глава је црна, евентуално са белом лисом.